# Particella (grammatica)
In grammatica una particella è una parola che deve essere associata a un'altra parola o a una frase con la funzione di conferire un determinato significato.
Essa, quindi, non ha di per sé una propria definizione lessicale. In questo senso, le particelle grammaticali sono quindi un concetto separato da quello riguardante le parti del discorso e, pertanto, si distinguono dalle altre classi di parole funzionali, come ad esempio gli articoli, le preposizioni, le congiunzioni e gli avverbi.
Le particelle non sono mai soggette a flessione. Le particelle sono in genere parole che codificano concetti grammaticali come la negazione, il modo, il tempo e il caso, oppure elementi come il clitico.
Nelle diverse lingue le particelle variano notevolmente riguardo al loro utilizzo: in alcuni casi si utilizzano ampiamente e in altri si utilizzano elementi alternativi come  suffissi, prefissi o si varia l'ordine delle parole. 
Nella lingua inglese sono esempi di particelle grammaticali, il to prima di un verbo (es: to walk, rende il verbo walk all'infinito) o la particella off come porzione di una frase verbale (es: we put it off too long).
Nella lingua tedesca sono usate come particelle grammaticali le parole halt, doch, aber, denn e schon.